# Пецки
Пецки су насељено место у саставу града Петриње, у Банији, Република Хрватска.

## Историја
Пецки су се од распада Југославије до августа 1995. године налазили у Републици Српској Крајини.

## Становништво
На попису становништва 2011. године, Пецки су имали 84 становника.

## Попис 1991.
На попису становништва 1991. године, насељено место Пецки је имало 274 становника, следећег националног састава:
| Попис 1991.‍  | Попис 1991.‍  | Попис 1991.‍ | Попис 1991.‍ | Попис 1991.‍ |
| ------------ | ------------ | ----------- | ----------- | ----------- |
|              |              |             |             |             |
| Хрвати       | Хрвати       |             | 193         | 70,43%      |
| Срби         | Срби         |             | 73          | 26,64%      |
| Југословени  | Југословени  |             | 3           | 1,09%       |
| неопредељени | неопредељени |             | 5           | 1,82%       |
| укупно: 274  |              |             |             |             |